# 新川麗
新川 麗（しんかわ れい、1991年8月7日 - ）は、日本の男性声優。北海道出身。

## 略歴
2011年に専門学校札幌ビジュアルアーツ卒業。2013年マウスプロモーション附属俳優養成所入所。2015年から2023年までマウスプロモーションに所属していた。

## 人物
方言は北海道弁。趣味はゲーム、仮面作り。

## 出演

### テレビアニメ
2014年
- 少年ハリウッド -HOLLY STAGE FOR 49-

2015年
- アイカツ!（2015年 - 2016年、スタッフ、監督、大石たかお）
- 学戦都市アスタリスク（男C）
- 金田一少年の事件簿R（警察官）
- ケイオスドラゴン 赤竜戦役
- 六花の勇者（兵B）

2016年
- ゴッドイーター（職員）
- ファンタシースターオンライン2 ジ アニメーション（男子生徒、担任、カメラ小僧、教師、アークス）

2017年
- ハンドシェイカー（男性）

2018年
- 刀使ノ巫女

2019年
- 八月のシンデレラナイン（倉敷の担任、球審）

2021年
- 回復術士のやり直し（ジョン、モルレット）
- すばらしきこのせかい The Animation（参加者B）

### 劇場アニメ
- 映画 ハピネスチャージプリキュア! 人形の国のバレリーナ（2014年）[2]

### Webアニメ
- マウスどうぶつえん（2017年 - 、ラブラドールレトリーバーのれい / マウスプロブラック）

### ゲーム
- アウトディビジョン -刑徒隷僕区-（2015年、月詠憂[4]）
- ペルソナ4 ダンシング・オールナイト（2015年）[5]
- ストリートファイターV[6]（2016年、ポリスB〈ミゲル〉、ソルジャーA〈デイビッド〉）
- でみめん（2018年、ギネス）

### ドラマCD
- 薄桜鬼 真改（渡辺吉太郎）
- Fate/stay night Garden of Avalon
- MAUSU THEATER

### デジタルコミック
- CHAIN（2022年、クロ[7]）

### 吹き替え

#### 映画
- X-ミッション
- サイダーハウス・ルール（ジャック〈エヴァン・デクスター・パーク〉）
- ポリス・ストーリー REBORN（コセンティーノ）

#### テレビドラマ
- ザ・クラウン（マイク）
- ザ・プレイヤー 究極のゲーム
- ジ・アメリカンズ
- それいけ! ゴールドバーグ家（セルゲイ）
- フィアー・ザ・ウォーキング・デッド（アンドレアス）
- モーツァルト・イン・ザ・ジャングル

#### アニメ
- マーベル スパイダーマン